# كيبورك يعقوبيان
كيبورك يعقوبيان أو يتسحاق كاوتشك ولد في مصر عام 1938 لعائلة أرمنية. ودرس في المدارس المصرية وعند بلوغه سن العشرين عاما توفي والده وأصبح العائل الوحيد للأسرة فتوقف عن الدراسة وعمل بالتصوير حتى يستطيع توفير المال لأسرته. وعلى الرغم من عدم إكمال تعليمه إلا أنه كان يتحدث أربع لغات بخلاف اللغة العربية وهي الإنجليزية والفرنسية والإسبانية والتركية.
تم تجنيده بواسطة المخابرات العامة المصرية لزرعه داخل إسرائيل وتم تدريبه وإعداده لمدة عام كامل اشتملت على إجراء عملية ختان له حيث إن اليهود يختتنون ولم يكن هو كذلك وأعطي هوية جديدة باسم يتسحاق كوتشك، يهودي من مواليد عام 1935 في اليونان – وسافر إلى البرازيل بناء على الخطة الموضوعة من جانب المخابرات المصرية في شهر أبريل عام 1960 بحراً وبعد وصوله إلى البرازيل بشهرين اندمج مع الجالية اليهودية في ساو باولو وفي نهاية عام 1961 تقدم إلى مكتب الوكالة اليهودية بطلب هجرة إلى إسرائيل وتم قبول طلبه وأبحر من البرازيل إلى إسرائيل عن طريق إيطاليا ووصل ميناء حيفا في منتصف عام 1961.
بعد انتهاء دراسته للغة العبرية في إحدى الكيبوتسات طلبت المخابرات المصرية منه أن يتجند في الجيش الإسرائيلي وبالفعل تم تجنيده في سلاح النقل للجيش الإسرائيلي وتدرب على قيادة سيارات النقل الثقيلة في قاعدة عسكرية في منطقة بيت نبالا بالقرب من مدينة اللد ثم عُيّن سائقا لأحد الضباط الكبار في قيادة الدفاع المدني وهو العقيد شمعيا بكنشتين ومن خلال وجوده في الجيش الإسرائيلي أرسل كمّا هائلاً من المعلومات المهمة إلى المخابرات المصرية.
قُبض على يتسحاق كوتشك بعد عدة سنوات من العمل مع المخابرات المصرية وأثناء محاكمته وصفته صحيفة يديعوت أحرونوت بأنه حوت ضخم لا يمكن لأجهزة الأمن الإسرائيلية القبض على العديد مثله، وحكمت المحكمة عليه بأقصى عقوبة وهي ثمانية عشرة عاماً في السجن وظل في السجن لمدة عامين فقط، وفي اليوم التاسع والعشرين من شهر أبريل عام 1966 تم تبادله مع ثلاثة إسرائيليين كانوا قد اجتازوا الحدود المصرية بدون إذن وهم يلفيد حانوخا وابنه صموئيل حانوخا وعودي مائير وطلبت مصر استلام فدائيين فلسطينيين مع يتسحاق كوتشك هما حسين حسن الحفاني وسعيد خميس عبد القادر اللذان قبض عليهما في إسرائيل وهما في طريقهما لتنفيذ عملية فدائية في الداخل.